# Массен, Оса
Оса Массен (англ. Osa Massen), имя при рождении Аасе Мадсен Иверсен (дат. Aase Madsen Iversen; 13 января 1914 — 2 января 2006) — датская, а затем американская актриса кино и телевидения 1930—1950-х годов.
В 1935 году Массен сыграла в двух фильмах в Дании, после чего переехала в Голливуд, где, в 1939—1958 годах появилась в 32 фильмах. Она исполнила значимые роли второго плана в таких фильмах категории А, как «Медовый месяц на Бали» (1939), «Лицо женщины» (1941), «Ты никогда не будешь богаче» (1941), «Медовый месяц для троих» (1941), «Истоки опасности» (1943), «Крайний срок — на рассвете» (1946) и «Из ночи в ночь» (1949). Она также сыграла главные роли в серии фильмов категории В, среди которых «Расплата дьявола» (1941), «Раса господ» (1944), «Вой оборотня» (1944), «Странное путешествие» (1946), «Токийская роза» (1946), «Выходные на миллион долларов» (1948) и «Ракета X-M» (1950).

## Ранние годы и начало карьеры
Оса Массен, имя при рождении Аасе Мадсен Иверсен, родилась 13 января 1914 года в Копенгагене, Дания. Получив образование газетного фотографа, Массен намереваласьв дальнейшем стать киномонтажёром. Датский режиссёр Элис О’Фредерикс уговорила её сыграть одну из главных ролей в своём фильме, семейной криминальной комедии «Похищенный» (1935), которая, по словам историка кино Ханса Воллстейна, «была датским ответом на фильмы Ширли Темпл». В том же году Массен (под именем Аасе Мадсен) сыграла главную роль актрисы в датской романтической комедии «За кулисами Копенгагена» (1935).
Её заметили голливудские искатели новых талантов, которые прибыли в Европу, организовав её кинопробы на студии 20th Century Fox, после чего она сразу же подписала со студией контракт, и в 1938 году прибыла в Голливуд.

## Голливудская карьера
Сменив имя на Оса Массен, она многообещающе дебютировала в США в лёгкой комедии с Фредом Макмюрреем и Мадлен Кэрролл «Медовый месяц на Бали» (1939), сыграв голландско-полинезийскую роковую девушку с вечеринки, которая становится предметом раздора новобрачных. По мнению некоторых критиков, Массен в своих сценах «откровенно украла картину у Макмюррея и Кэрролл».
Благодаря отличному владению несколькими языками Массен помимо актёрской работы ставила произношение и надлежащий акцент многим известным актёрам. В частности, при съёмках фильма «Долгий путь домой» (1940) она ставила шведский акцент Джону Уэйну и ирландский акцент Томасу Митчеллу.

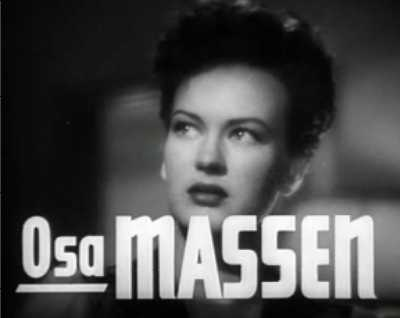
Оса Массен в трейлере фильма «Лицо женщины» (1941)

В 1941 году Массен была отдана в аренду на студию Metro-Goldwyn-Mayer, где в нуарной мелодраме Джорджа Кьюкора «Лицо женщины» (1941) сыграла одну из своих самых запоминающихся ролей неверной жены, которую шантажирует изуродованная, озлобленная и мстительная героиня в исполнении Джоан Кроуфорд. В том же году на студии Columbia Pictures в мюзикле с участием Фреда Астера и Риты Хейуорт «Ты никогда не будешь богаче» (1941) Массен сыграла танцовщицу варьете, которая пытается получить ведущие роли, заводя роман с богатым женатым владельцем театра (Роберт Бенчли). В том же году Массен появилась в двух менее значимых фильмах. Она, в частности, сыграла соблазнительную иностранную иммигрантку, которая разрушает брак и резко меняет жизнь богатого, идеалистического персонажа в исполнении Джорджа Монтгомери в мелодраме Twentieth Century Fox «Акцент на любви» (1941). Она также сыграла подозрительную и привлекательную жену судовладельца, который, как выясняется, работает на врага, в шпионской мелодраме Republic Pictures «Расплата дьявола» (1941). Наконец, на студии Warner Bros., с которой она подписала контракт, Массен сыграла в романтической комедии «Медовый месяц на троих» (1941) с участием Джорджа Брента в роли известного писателя и Энн Шеридан в роли его доверенной секретарши. В этой картине Массен предстала в образе замужней бывшей возлюбленной писателя, которая пытается снова завязать с ним отношения.
После перехода на Warner Bros. Массен, по мнению Воллстейна, снималась в основном в проходных фильмах. В 1942 году на 20th Century Fox она сыграла сестру исполнительницы главной роли, легенды фигурного катания Сони Хени, в популярном ледяном мюзикле этой звезды «Исландия» (1942). На следующий год Массон сыграла загадочную женщину, убитую в поезде, в довольно причудливом шпионском триллере Warner Bros. «Истоки опасности» (1943), с Джорджем Рафтом в главной роли. В биографической мелодраме студии United Artists «Джек Лондон» (1943) с Майклом О’Ши в роли знаменитого писателя Массон сыграла важную роль греческой певицы в клубе на Аляске, которая влюбляется в Лондона.

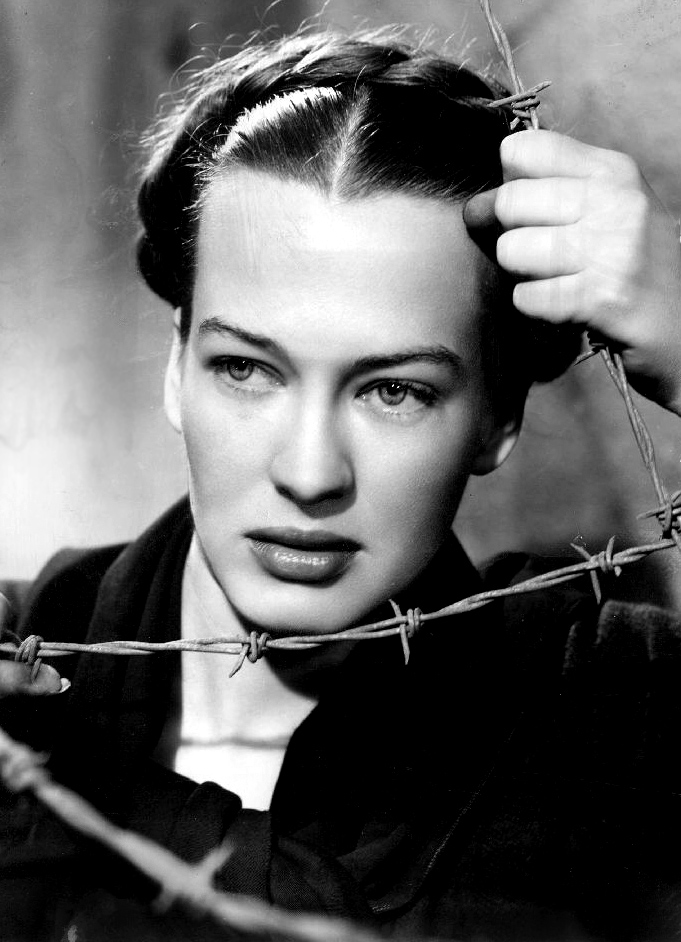
Оса Массен в фильме «Раса господ» (1944)

В 1944 году Массен сыграла в трёх малопримечательных фильмах — в фильме ужасов кинокомпании Columbia Pictures «Вой оборотня» (1944) с Ниной Фох в главной роли «цыганской принцессы» Массен сыграла важную роль девушки главного героя (Стивен Крейн), которую тот привёз из Трансильвании. Действие военной драмы RKO Radio Pictures «Раса господ» (1944) происходит в небольшой бельгийской деревушке вскоре после её освобождения от нацистов, куда прибывает нацистский офицер под прикрытием (Джордж Кулурис), чтобы вести тайную пропаганду среди жителей о будущем господстве арийской расы. Массен сыграла в картине важную роль замужней местной жительницы, которая прошла концлагерь, была изнасилована немецким солдатом, родила от него девочку, после чего подвергается остракизму со стороны окружающих. В приключенческом военном фильме студии Columbia «Чёрный парашют» (1944) американский парашютист (Ларри Паркс) должен спасти из нацистского плена короля вымышленной балканской страны. Массен сыграла в картине певицу и коварную нацистскую шпионку по имени Мария Орлофф.

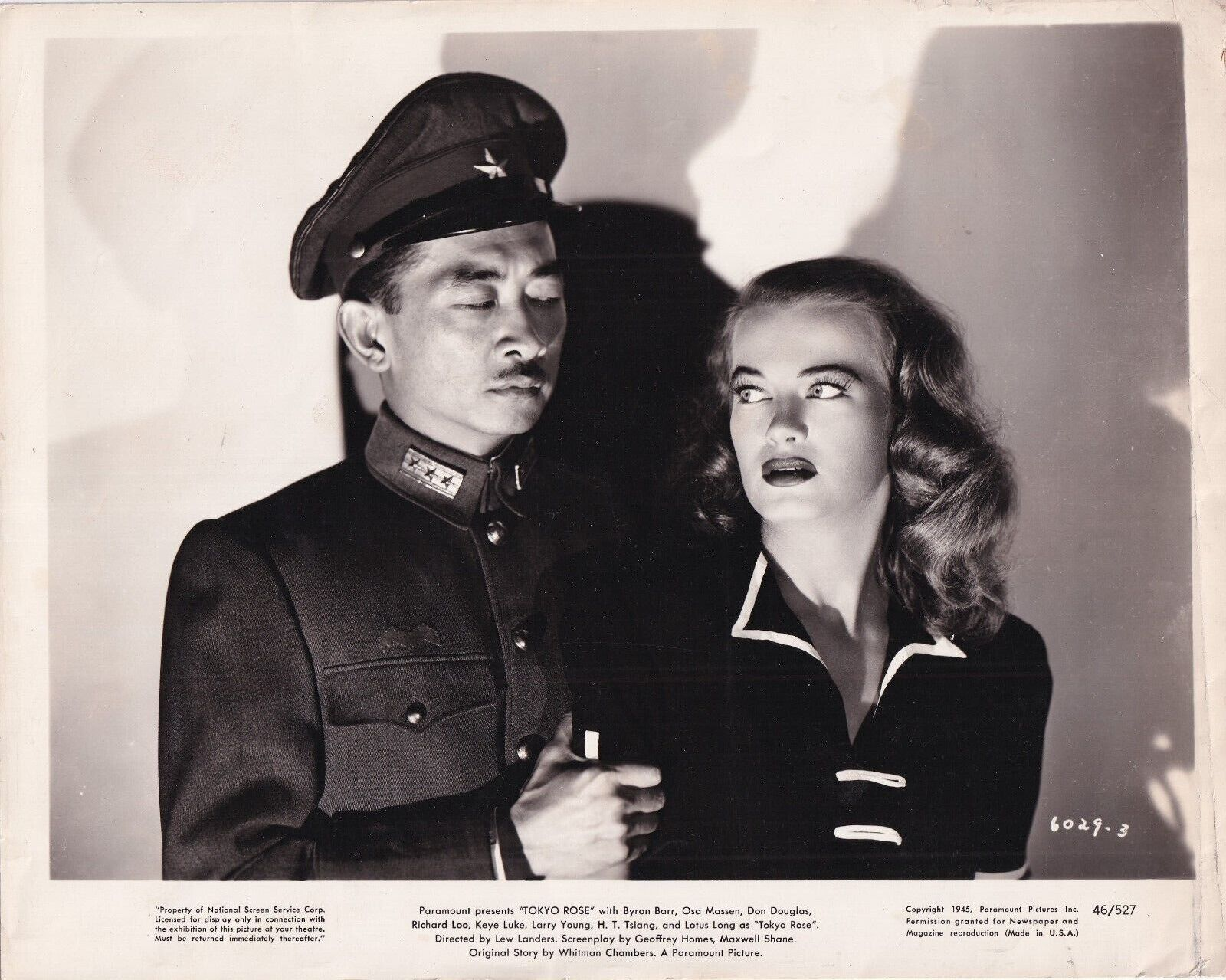
Ричард Лу и Оса Массен в фильме «Токийская роза» (1946)

Из четырёх фильмов Массен в 1946 году наиболее значимым был фильм нуар RKO Pictures «Крайний срок — на рассвете» (1946). Действие фильма происходит на улицах ночного Нью-Йорка, где молодой моряк (Билл Уильямс) должен до утра найти убийцу женщины, чтобы снять с себя подозрение в убийстве и успеть своевременно явиться на службу. Массен сыграла в картине важную роль неверной жены, которая что-то знает, но скрывает правду об убийстве. Как выясняется позднее, это её отец (Пол Лукас) убил любовницу её мужа, чтобы сохранить её брак. Как сам фильм, так и игра Массен получили довольно высокие оценки критики. Массен также сыграла главные женские роли в трёх фильмах категории В — в военной приключенческой мелодраме Paramount Pictures с Байроном Барром «Токийская роза» (1946), в криминальном экшне Twentieth Century Fox с Полом Келли «Странное путешествие» (1946) и в музыкальной комедии с Бобом Хеймсом «Джентльмен ведёт себя неправильно» (1946).

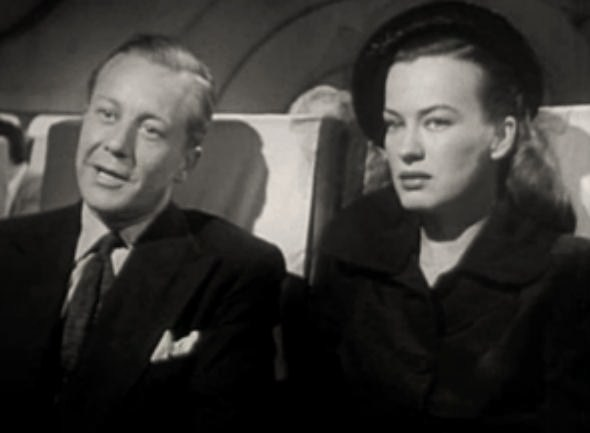
Джин Рэймонд и Оса Массен в фильме «Выходные на миллион долларов» (1948)

В 1948 году в фильме нуар студии Eagle-Lion «Выходные на миллион долларов» (1948) сыграла вдову, которую преследует шантажист (Френсис Ледерер), утверждающий, что у него есть улики, изобличающие её в убийстве своего мужа. Затем шантажист обворовывает на миллион долларов её нового знакомого (Джин Реймонд), который в конце концов вместе с героиней Массен выводит преступника на чистую воду. В эти годы её сценическое имя часто путали с именем актрисы венгерского происхождения Илоны Мэсси и c именем американской актрисы Оны Мансон. По этой причине во время съёмок фильма режиссёр и исполнитель главной роли в фильме Джин Рэймонд убедил ее сменить имя на Стефани Полл (англ. Stefanie Paull). После этого фильма Оса Массен вернулась к своему прежнему имени.
Год спустя на экраны вышла мелодрама Warner Bros. «Из ночи в ночь» (1949), которая снималась двумя годами ранее. В этой картине Рональд Рейган сыграл бывшего учёного по имени Джон, который страдает от эпилепсии и размышляет об уходе из жизни. В него влюблены как Энн, хозяйка, сдающая ему дом (Вивека Линдфорс), так и её сестра Лиза (Массен). Когда герой отдаёт предпочтение Энн, это приводит сцене ревности со стороны Лизы, после которой Энн удаётся убедить Джона отказаться от самоубийства, и они решают быть вместе.

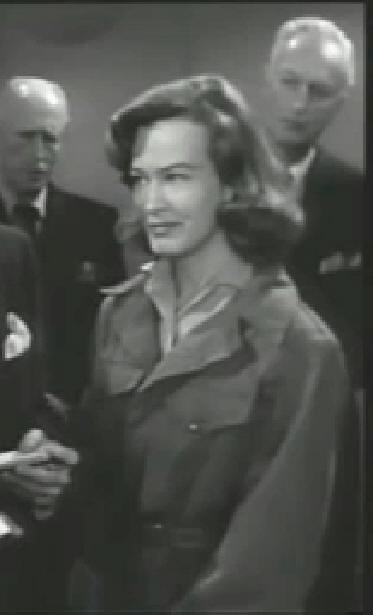
Оса Массен в фильме «Ракета X-M» (1950)

В 1950 году Массен сыграла в научно-фантастическом фильме «Ракета X-M» (1950), который, по мнению «Лос-Анджелес Таймс» и критика Воллстейна, стал «возможно, её самым известным фильмом». В этой новаторской для своего времени ленте Массен играет профессора химии, которая в составе экипажа космического корабля их четырёх человек во время полёта на Луну случайно оказывается на Марсе, обнаруживая там следы древней цивилизации. После нападения на них одичавших марсиан астронавты спешно улетают обратно, однако из-за нехватки топлива ракета разбивается на Земле.
Это была одна из последних картин Массен, поскольку она все больше сосредотачивалась на телевидении. В последний раз она сыграла восемь лет спустя в романтической мелодраме о любви немецкой домохозяйки и американского офицера во время Второй мировой войны «Отверженные города» (1958), где её партнёром был Роберт Хаттон.

## Карьера на телевидении
С 1953 по 1962 год Массен сосредоточила своё внимание на телевидении, где сыграла в 20 эпизодах 15 различных телесериалов. В частности, она сыграла в сериалах «Театр звёзд „Шлитц“» (1953), «Порт» (1954), «Роберт Монтгомери представляет» (1954), «Приключения Сокола» (1955), «Театр научной фантастики» (1955), «Кульминация» (1957), «Ричард Даймонд, частный детектив» (1957), «Код 3» (1957), «Караван повозок» (1958), «Перри Мейсон» (1958—1962) и «За закрытыми дверями» (1959).
После 1962 года, как пишет Брамбург, «столь же загадочная, как и роковые женщины, которых она играла, прекрасная Оса, подобно Гарбо, покинула центр общественного внимания».

## Актёрское амплуа и оценка творчества
По словам историка кино Гэри Брамбурга, Оса Массен была «очаровательной, эффектной актрисой со страстным взглядом», у которой была непродолжительная, но успешная голливудская карьера в начале и середине 1940-х годов. Массен соответствовала запросам Голливуда того времени, который после Греты Гарбо искал «холодных иностранных красавиц». Среди них лишь Ингрид Бергман стала крупной звездой, но некоторые другие актрисы сделали весьма приличную карьеру на уровне фильмов категории В.
Как отмечают многие критики, хотя Массен «так и не стала звездой высшего уровня, она, безусловно, имела такие возможности». По словам Воллстейна, в основном она играла либо главные роли в малобюджетных картинах, либо роли второго плана в фильмах класса А. При этом, «как отмечали многие критики, Массен всегда привлекала внимание своими появлениями в кадре».
«Лос-Анджелес Таймс» и некоторые историки кино отмечают, что ей особенно удавались роли роковой женщины. Брамбург также полагает, что «наиболее воздействие она производила в отрицательных ролях». Как пишет Воллстейн, «Массен, в частности, произвела сильное впечатление в таких фильмах категории А, как мелодрама „Лицо женщины“ (1941), в которой она вступает в драку с героиней Джоан Кроуфорд, и нуарный триллер „Крайний срок — на рассвете“ (1946), где сыграла женщину, которой есть что скрывать».

## Личная жизнь
Массен трижды была замужем. С 1938 по 1945 год она была замужем за американским актёром Алланом Хершолтом (англ.  Allan Hersholt), сыном известного актёра и общественного деятеля Джина Хершолта. Брак закончился разводом. С 1947 и вплоть до его смерти в 1951 году Массен была замужем за врачом из Беверли-Хиллз Харви Робертом Камминсом (англ. Harvey Robert Cummins). С 1954 по 1962 год она была замужем за дантистом Стэнли Уильямом Фогелем (англ. Stanley William Vogel), брак с которым закончился разводом. После этого она полностью исчезла из общественного поля зрения. После ухода из актёрской профессии Массен работала в комитете по отбору иностранных фильмов для Академии кинематографических искусств и наук, затем некоторое время жила в Дании, но в итоге вернулась в Лос-Анджелес.

## Смерть
Оса Массен скончалась в возрасте 91 года 2 января 2006 года в доме для выздоравливающих в Санта-Монике, Калифорния, от осложнений после операции.

## Фильмография
| Год        |     | Русское название                 | Оригинальное название               | Роль                                  |
| ---------- | --- | -------------------------------- | ----------------------------------- | ------------------------------------- |
| 1935       | ф   | Похищенный                       | Kidnapped                           | Грете                                 |
| 1935       | ф   | За кулисами Копенгагена          | Bag Københavns kulisser             | Ева Линдерман (в титрах Аасе Мадсен)  |
| 1939       | ф   | Медовый месяц на Бали            | Honeymoon in Bali                   | Ноэль Ван Несс                        |
| 1941       | ф   | Акцент на любви                  | Accent on Love                      | Оса                                   |
| 1941       | ф   | Расплата дьявола                 | The Devil Pays Off                  | Валерия Де Брок                       |
| 1941       | ф   | Медовый месяц на троих           | Honeymoon for Three                 | Джули Уилсон                          |
| 1941       | ф   | Лицо женщины                     | A Woman's Face                      | Вера Сигерт                           |
| 1941       | ф   | Ты никогда не будешь богатым     | You'll Never Get Rich               | Соня                                  |
| 1942       | ф   | Исландия                         | Iceland                             | Хельга Йонсдоттир                     |
| 1943       | ф   | Истоки опасности                 | Background to Danger                | Ана Ремзи                             |
| 1943       | ф   | Джек Лондон                      | Jack London                         | Фреда Малуф                           |
| 1943       | кор | За что мы боремся                | What We Are Fighting For            | миссис Бакстер                        |
| 1944       | ф   | Чёрный парашют                   | The Black Parachute                 | Мария Орлофф                          |
| 1944       | ф   | Вой оборотня                     | Cry of the Werewolf                 | Эльза Шове                            |
| 1944       | ф   | Раса господ                      | The Master Race                     | Хелена                                |
| 1944       | ф   | Под прикрытием                   | Undercover                          | подружка моряка (в титрах не указана) |
| 1946       | ф   | Токийская роза                   | Tokyo Rose                          | Грета Норбург                         |
| 1946       | ф   | Крайний срок — на рассвете       | Deadline at Dawn                    | Хелен Робинсон                        |
| 1946       | ф   | Джентльмен плохо себя ведёт      | The Gentleman Misbehaves            | Чинчилла                              |
| 1946       | ф   | Странное путешествие             | Strange Journey                     | Кристин Дженнер                       |
| 1948       | ф   | Выходные на миллион долларов     | Million Dollar Weekend              | Синтия Стронг (в титрах Стефани Полл) |
| 1949       | ф   | Из ночи в ночь                   | Night Unto Night                    | Лиза                                  |
| 1950       | ф   | Ракета X-M                       | Rocketship X-M                      | доктор Лиза Ван Хорн                  |
| 1953       | с   | Театр звезд «Шлитца»             | Schlitz Playhouse of Stars          | Ева (1 эпизод)                        |
| 1953—1957  | с   | Телевизионный театр «Форда»      | The Ford Television Theatre         | разные роли (2 эпизода)               |
| 1954       | тф  | Динамит, история Альфреда Нобеля | Dynamite, the Story of Alfred Nobel | баронесса Фон Шуттнер                 |
| 1954       | с   | Роберт Монтгомери представляет   | Robert Montgomery Presents          | Лиз Холбек Поульсон (1 эпизод)        |
| 1954       | с   | Порт                             | Waterfront                          | Карен Марш (1 эпизод)                 |
| 1954       | с   | Театр «Корона» с Глорией Свенсон | Crown Theatre with Gloria Swanson   | Джинин (1 эпизод)                     |
| 1954       | с   | Знакомьтесь с мистером Макнатли  | Meet Mr. McNutley                   | (1 эпизод)                            |
| 1955       | тф  | Колыбельная                      | Wiegenlied                          | Эрнестин Шуманн-Хейнк                 |
| 1955       | с   | Театр научной фантастики         | Science Fiction Theatre             | Джули Бондар (1 эпизод)               |
| 1955       | с   | Приключения Сокола               | Adventures of the Falcon            | миссис Эндрюс (1 эпизод)              |
| 1956— 1957 | с   | Телефонное время                 | Telephone Time                      | разные роли (2 эпизода)               |
| 1957       | кор | Возвращение Филеаса Фогга        | The Return of Phileas Fogg          | медсестра                             |
| 1957       | с   | Видеотеатр «Люкс»                | Lux Video Theatre                   | Эмили Гэллатин (1 эпизод)             |
| 1957       | с   | Кульминация                      | Climax!                             | сестра Вероника (1 эпизод)            |
| 1957       | с   | Код 3                            | Code 3                              | Мэри Тэйер (1 эпизод)                 |
| 1957       | с   | Ричард Даймонд, частный детектив | Richard Diamond, Private Detective  | Джанет Моррисей (1 эпизод)            |
| 1958       | ф   | Отверженные города               | Outcasts of the City                | Леда Мюллер                           |
| 1958       | с   | Караван повозок                  | Wagon Train                         | Минни (1 эпизод)                      |
| 1958—1962  | с   | Перри Мейсон                     | Perry Mason                         | разные роли (3 эпизода)               |
| 1959       | с   | За закрытыми дверями             | Behind Closed Doors                 | Тамара (1 эпизод)                     |